# Chiloglanis asymetricaudalis
Chiloglanis asymetricaudalis é uma espécie de peixe da família Mochokidae.
Pode ser encontrada nos seguintes países: Burundi e Tanzânia.
Os seus habitats naturais são: rios.